# Daniel la Rosa

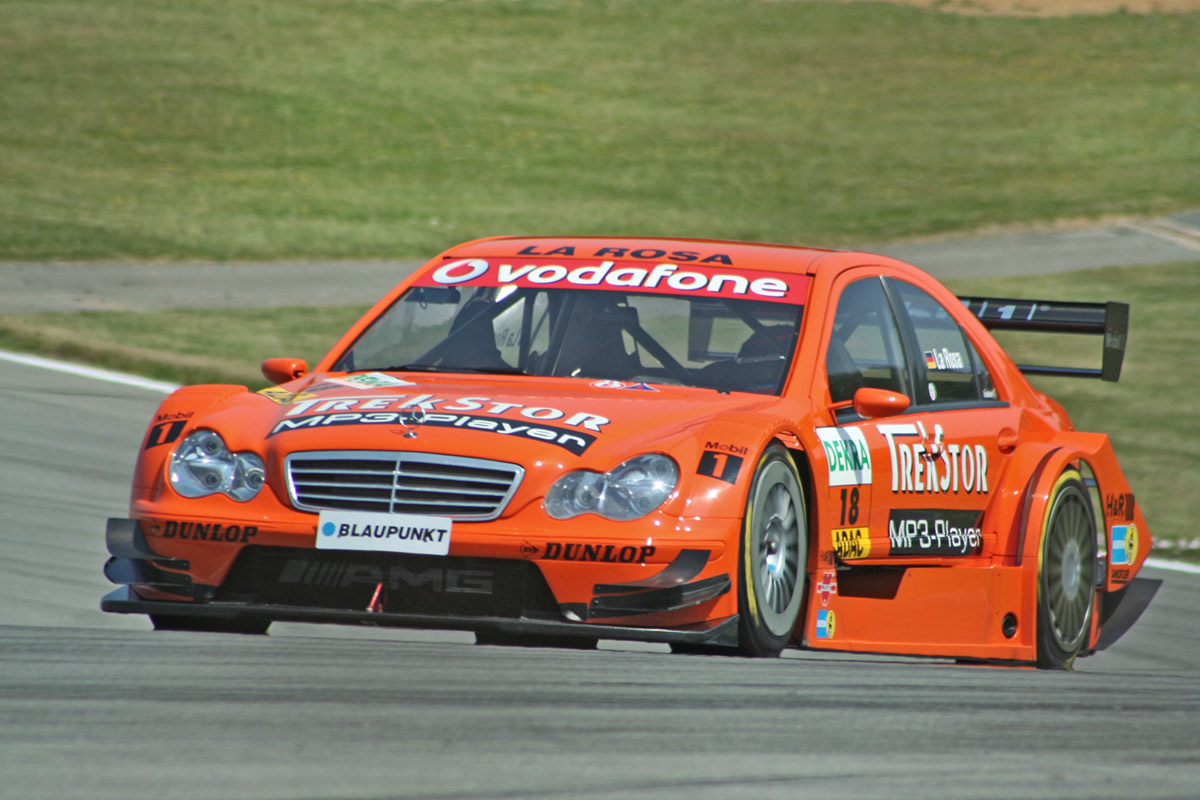
Daniel la Rosa in de DTM op Brands Hatch in 2006.

Daniel la Rosa (Hanau, 10 oktober 1985) is een Duits autocoureur.

## Carrière
La Rosa begon zijn autosportcarrière in het karting in 1997 in de juniorkampioenschappen. In 2000 maakte hij de overstap naar het Duitse 125cc-kampioenschap en eindigde hier als vierde. In dezelfde klasse eindigde hij in het wereldkampioenschap op de achtste plaats.
In 2001 maakte La Rosa de overstap naar het formuleracing, waarbij hij zijn debuut maakte in de Formel König, waarin hij met één overwinning en 134 punten derde werd in het kampioenschap en hierdoor het jaar als de beste debutant afsloot. In 2002 maakte hij de overstap naar de Formule Volkswagen, waarin hij opnieuw één race wist te winnen. Met 165 punten werd hij achtste in de eindstand.
In 2003 maakte La Rosa zijn Formule 3-debuut in de nieuwe Formule 3 Euroseries bij het team MB Racing Performance. Met een achtste plaats op de Norisring behaalde hij één punt voor het kampioenschap, waardoor hij op de 26e plaats in het klassement eindigde.
In 2004 bleef La Rosa actief in de Formule 3 Euroseries, maar stapte hij over naar het team HBR Motorsport. Hier behaalde hij regelmatig puntenfinishes, met een podiumplaats op de Adria International Raceway als hoogtepunt. Uiteindelijk werd hij veertiende in de eindstand met 15 punten. Daarnaast nam hij deel aan het raceweekend op het Autodromo Nazionale Monza van het Italiaanse Formule 3-kampioenschap bij het Team Ghinzani, waarin hij in allebei de races tweede werd achter Marco Bonanomi.
In 2005 stapte La Rosa over naar de Formule Renault 3.5 Series, waarin hij uitkwam voor het team Interwetten.com. Op het Circuit Bugatti behaalde hij een tweede plaats achter zijn landgenoot Markus Winkelhock, maar twee raceweekenden voor het einde van het seizoen verliet hij het kampioenschap. Uiteindelijk eindigde hij op de achttiende plaats met 18 punten.
In 2006 verliet La Rosa het formuleracing en stapte over naar de DTM, waarin hij uitkwam voor het team Mücke Motorsport in een Mercedes uit 2005. Hij behaalde zijn enige puntenfinish met een zevende positie op het Circuit de Catalunya en werd zo met twee punten vijftiende in het eindklassement.
In 2007 bleef La Rosa actief in de DTM voor Mücke in een Mercedes uit 2006. Hij kende een goede eerste race waarin hij achter Mattias Ekström en Martin Tomczyk derde werd en zo zijn eerste podium behaalde. In de rest van het seizoen scoorde hij echter alleen nog punten met een vijfde plaats op het Circuit Mugello, waardoor hij met tien punten zijn kampioenschapspositie verbeterde naar een dertiende plaats. Hierna nam hij niet meer fulltime deel aan grote internationale kampioenschappen, maar was in 2009 wel betrokken bij tv-uitzendingen van de Formule 3 Euroseries. In 2010 en 2011 reed hij zijn laatste twee races als gastcoureur in de Duitse Volkswagen Scirocco R Cup.